# Młynarzowy Kocioł

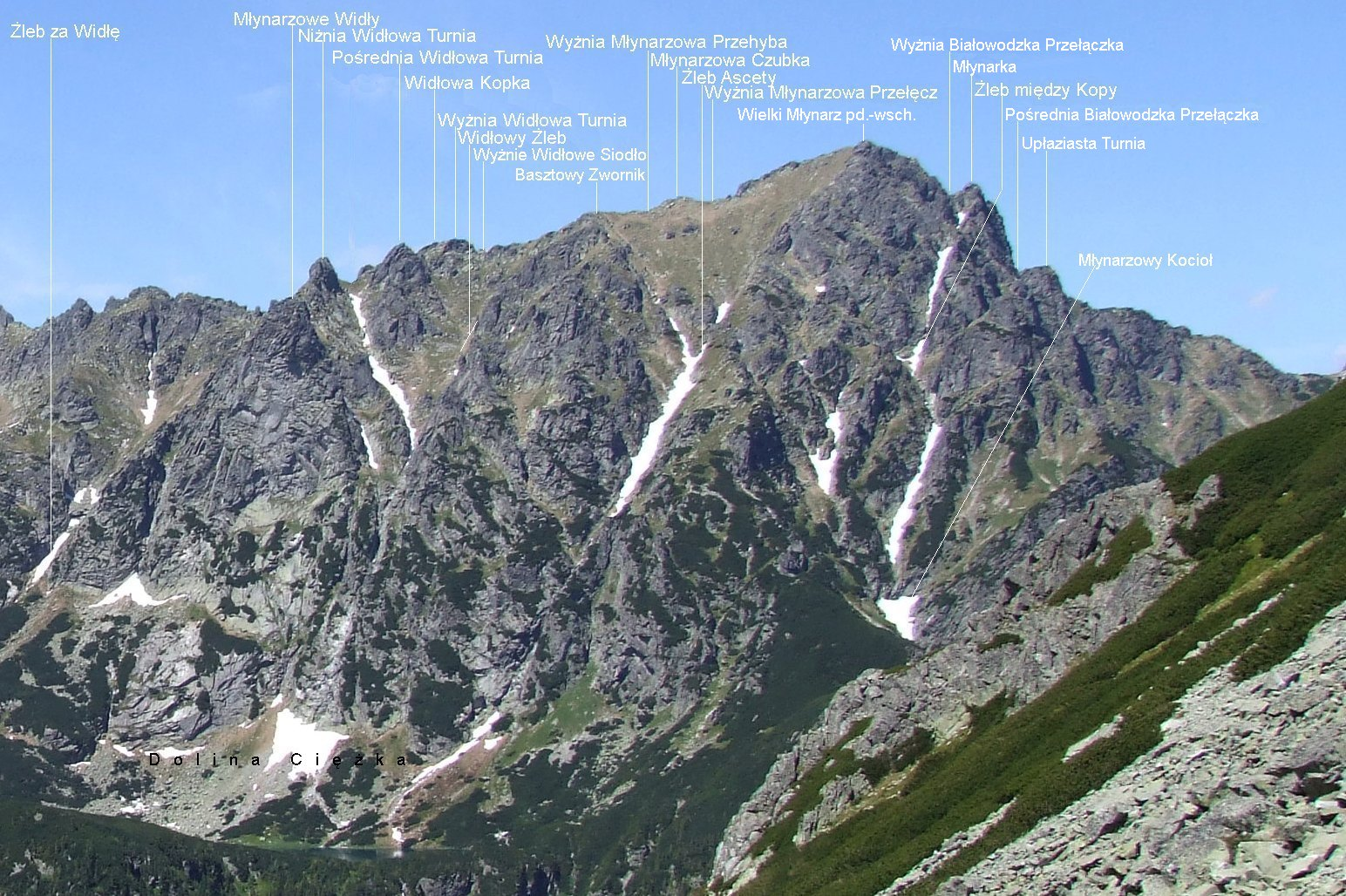
Widok z Doliny Litworowej

Młynarzowy Kocioł (słow. Mlynárov kotol) – kocioł w masywie Młynarza w słowackich Tatrach Wysokich. Znajduje się w Żlebie między Kopy na południowo-wschodnich stokach Młynarza opadających do Doliny Białej Wody i stanowi część tego żlebu.
Młynarzowy Kocioł znajduje się w dolnej części stoków Młynarza, u południowo-zachodniego podnóża Upłaziastej Turni. W jego środkowej części znajdują się pionowe skały, a ponad nimi strome zbocze, częściowo trawiaste, częściowo porośnięte kosodrzewiną. Boki kotła tworzą trawiasto-piarżyste i zarastające kosodrzewiną zbocza, w jednym z nich powstał niedawno obryw. Skalne ściany kotła przecięte są czterema żlebami uchodzącymi do kotła. Najgłębiej wcięty jest prawy z nich. Do Młynarzowego Kotła opada 25-metrowej wysokości progiem. W lewym żlebie znajduje się pozorne skalne okno utworzone przez wielki zaklinowany głaz. Najpłytsze i najłatwiejsze do przejścia są dwa środkowe żleby/ Poniżej kotła skalne żebro dzieli Żleb Między Kopy na dwa koryta, które wkrótce znów się łączą.
Autorem nazwy kotła jest Władysław Cywiński. Przez kocioł prowadzą drogi wspinaczkowe.